# U.S. Pro Tennis Championships 1989
Lo U.S. Pro Tennis Championships 1989  è stato un torneo di tennis giocato sulla terra rossa. È stata la 62ª edizione del torneo, che fa parte del Nabisco Grand Prix 1989. Il torneo si è giocato al Longwood Cricket Club di Boston negli Stati Uniti, dal 10 al 16 luglio 1989.

## Campioni

### Singolare maschile
Andrés Gómez ha battuto in finale  Mats Wilander con il punteggio di 6–1, 6–4

### Doppio maschile
Andrés Gómez /  Alberto Mancini hanno battuto in finale  Todd Nelson /  Philipp Williamson con il punteggio di 7–6, 6–2